# Lucius (datorspel)
Lucius är ett spel utvecklat av den finska spelstudion Shiver Games, som utgavs år 2012 till Microsoft Windows. Spelet går ut på att, i rollen som pojken Lucius, mörda personer utan att bli upptäckt. Under spelets gång låser Lucius upp olika övernaturliga förmågor så som telekinesi.
Spelet fick två uppföljare, Lucius II som publicerades 2014 samt Lucius III som kom ut 2018.